# Géo Laby
Georges Labetoulle, dit Géo Laby, né le 25 avril 1900 à Charenton-le-Pont et mort le 11 août 1962 à Annecy, est un acteur français.

## Biographie
Jean Marie Georges Labetoulle naît en 1900 à Charenton-le-Pont, fils d'Henri Labetoulle, employé d'assurances, et de Marie Lucy Françoise Henriette Petitjean, son épouse.
Il se fait connaître sous le pseudonyme de Géo Laby au théâtre, où il débute en 1922 dans plusieurs pièces de Pierre Frondaie. Au cours des années 1920, il joue dans de nombreuses pièces. En juillet 1928, il fonde, avec le comédien Henri Lesieur, la compagnie Les Comédiens associés qui est accueillie un temps au théâtre des Folies-Dramatiques,. À partir de 1930, la carrière de Géo Laby se tourne davantage vers le cinéma.
Géo Laby joue son dernier rôle en 1934, dans L'Équipage d'Anatol Litvak, et arrête sa carrière artistique. Marié l'année suivante, il s'installe peu après à Beslé où il devient hôtelier en acquérant l'Hôtel du Port,. Après avoir lu le livre d'Henri Mignet Le Sport de l’air, dans lequel le concepteur d'avions met à disposition du public les plans de son avion le Pou-du-ciel, Géo Laby décide de construire son propre appareil.
Engagé volontaire en août 1918 pour combattre contre l'Allemagne, il est rappelé en septembre 1939 lors de la déclaration de guerre et est démobilisé en août 1940, après l'armistice du 22 juin.
Il meurt à Annecy le 11 août 1962,.

## Théâtre
- 1922 : Montmartre de Pierre Frondaie, théâtre du Nouvel-Ambigu (avril) : Robert Parme
- 1922 : Le Reflet de Pierre Frondaie, théâtre Fémina (9 juin)
- 1922 : L'Heure du berger d'Édouard Bourdet, théâtre Fémina (22 septembre)
- 1922 : L'Insoumise, pièce en 4 actes de Pierre Frondaie, au théâtre Antoine (6 octobre) : Georges d'Aigregarck
- 1923 : La Couturière de Lunéville d'Alfred Savoir, théâtre Fémina (21 avril) : André
- 1923 : L'Œuvre de chair de Charles Roiny et Jean-Camille Ardaine, théâtre Montmartre (24 juin) : Chantecler
- 1923 : L'Esclave errante d'Henry Kistemaeckers, théâtre de Paris (3 octobre) : un groom
- 1924 : L'Homme du destin de Pierre Frondaie, théâtre de la Renaissance (21 mars) : Labusse
- 1924 : Arsène Lupin de Francis de Croisset et Maurice Leblanc, théâtre de Paris (11 juin) : L'agent, le fils Charolais
- 1924 : Parce que !.., revue d'Henri Jeanson, Eugène Wyl et André Gabriello, cabaret des Quat'z'Arts (12 novembre)
- 1925 : Natchalo d'André Salmon et René Saunier, théâtre des Mathurins (23 janvier) : Serge Delannoy
- 1925 : Une femme d'Edmond Guiraud, théâtre Fémina (9 mars) : Jacques Aubryet
- 1925 : L'Enfant de l'amour d'Henry Bataille, théâtre de Paris (5 avril) : Bowling
- 1925 : Pile ou Face de Louis Verneuil, théâtre Antoine (26 mai) : Silif Erzeroum
- 1925 : Les Petits de Lucien Népoty, La Féria, Bayonne (25 décembre)
- 1926 : La Femme du jour de Paul Armont et Léopold Marchand, théâtre de l'Avenue (12 janvier) : un jeune homme
- 1926 : Enfin seuls ! d'Albert Sablons, théâtre Daunou (25 janvier) : Gaston Derives
- 1927 : Félix d'Henri Bernstein, théâtre du Gymnase (3 mars) : Jacques Levy Delcourt
- 1927 : Ne faisons pas un rêve ! d'Yvan Noé, théâtre des Arts (16 septembre)
- 1927 : L'École du jazz, comédie en 4 actes de Claude Farrère et Dal Medico, d'après Dancing Mothers d'Edgar Selwyn et Edmund Goulding, au théâtre Fémina (22 octobre) : K. Kolb
- 1927 : L'Insoumise de Pierre Frondaie (reprise), théâtre Sarah-Bernhardt (28 décembre) : Georges d'Aigregorch
- 1928 : Et moi, j'te dis qu'elle t'a fait de l'œil de Maurice Hennequin et Pierre Veber, théâtre des Variétés (21 mai)
- 1928 : Le Curé chez le ministre, théâtre des Variétés (28 mai)
- 1928 : Thérèse Raquin d'après le roman d'Émile Zola, théâtre des Folies-Dramatiques (7 août)
- 1928 : Les Ingénus de Marcel Gerbidon, théâtre des Folies-Dramatiques (7 août)
- 1928 : La Glu, drame lyrique en 5 actes et 6 tableaux de Jean Richepin, au théâtre des Folies-Dramatiques (11 septembre)
- 1929 : L'Amoureuse Aventure de Paul Armont et Marcel Gerbidon, mise en scène Jacques Baumer, théâtre Édouard VII (18 janvier) (sous le nom de Georges Laby)
- 1929 : Ça... !, comédie en 3 actes de Claude Gevel, théâtre de l'Athénée (21 juin) : Francis (sous le nom de Georges Laby)
- 1930 : Petit Péché, comédie en 3 actes d'André Birabeau, théâtre Antoine (2 juillet) : Serge (sous le nom de Georges Laby)
- 1930 : L'Autoritaire, pièce en 3 actes d'Henri Clerc, suivi de Bouton d'avril, 1 acte de Bernard Zimmer, au théâtre Antoine (3 septembre) (sous le nom de Georges Laby)
- 1930 : L'Assemblée des femmes, comédie en 6 tableaux de Maurice Donnay d'après Aristophane, musique de Félix Fourdrain, au Théâtre Édouard VII (20 novembre)
- 1932 : L'Inspecteur Grey, pièce policière en 3 actes de Max Viterbo et Alfred Gragnon, mise en scène de Fernand Fabre, au Plaza-Théâtre (10 février)
- 1932 : La Prochaine, comédie en 4 actes et 12 tableaux d'André-Paul Antoine, au théâtre Antoine (8 avril).

## Filmographie
- 1923 : Vidocq, film en 10 épisodes de Jean Kemm  : Tambour
- 1925 : Les Petits de Gaston Roudès et Marcel Dumont : Géo
- 1930 : Record du monde, court métrage de Robert Boudrioz
- 1931 : Le Juif polonais de Jean Kemm : Richter fils
- 1931 : Les Croix de bois de Raymond Bernard : Le soldat Belin
- 1931 : Au nom de la loi de Maurice Tourneur : Clamart
- 1932 : Chouchou poids plume de Robert Bibal : Chouchou
- 1932 : Le Crime du Bouif d'André Berthomieu : La Frite
- 1932 : Les Gaietés de l'escadron de Maurice Tourneur : Péplat
- 1935 : L'Équipage d'Anatol Litvak : Mézières.